# Fittja

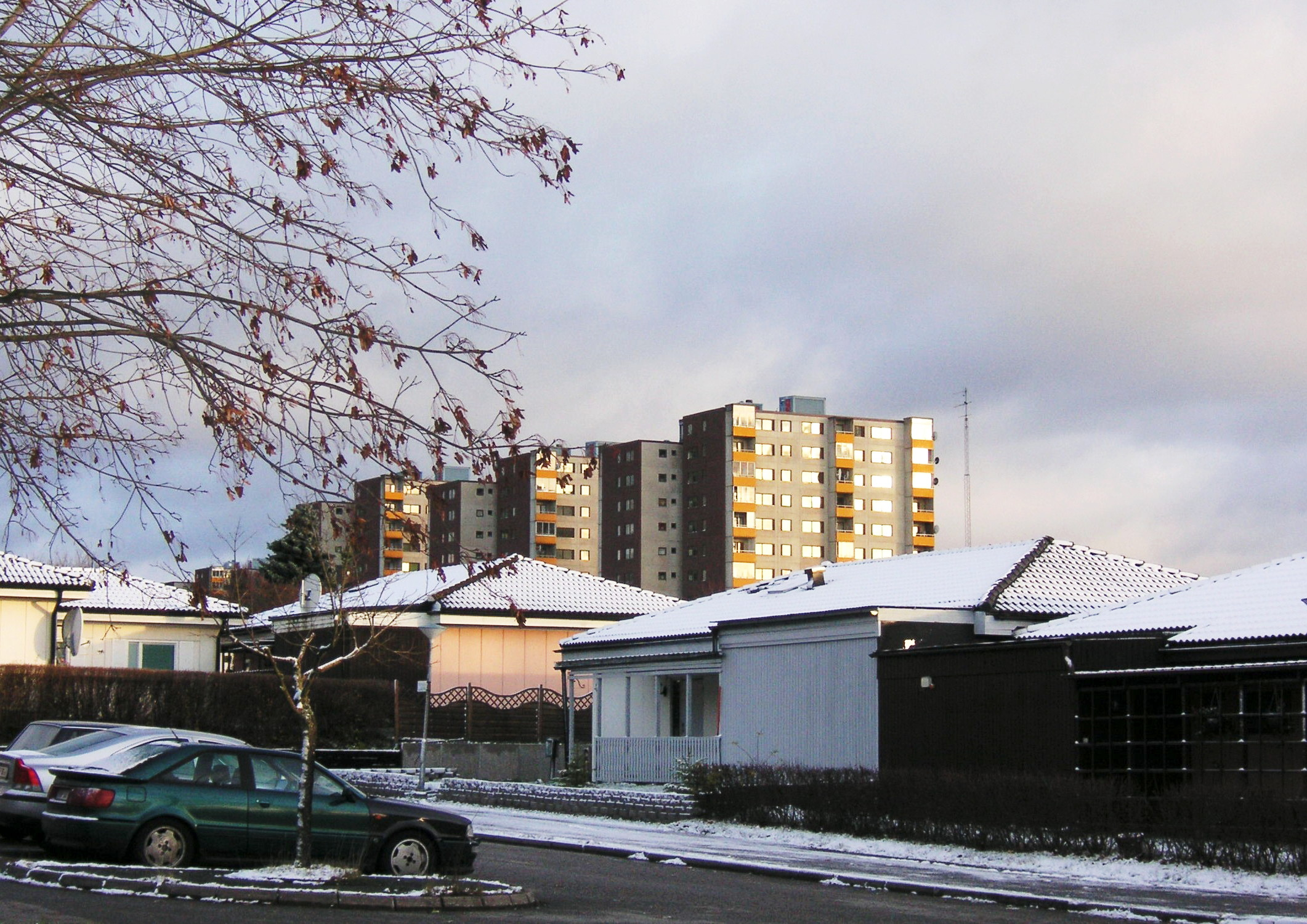
Fittja.

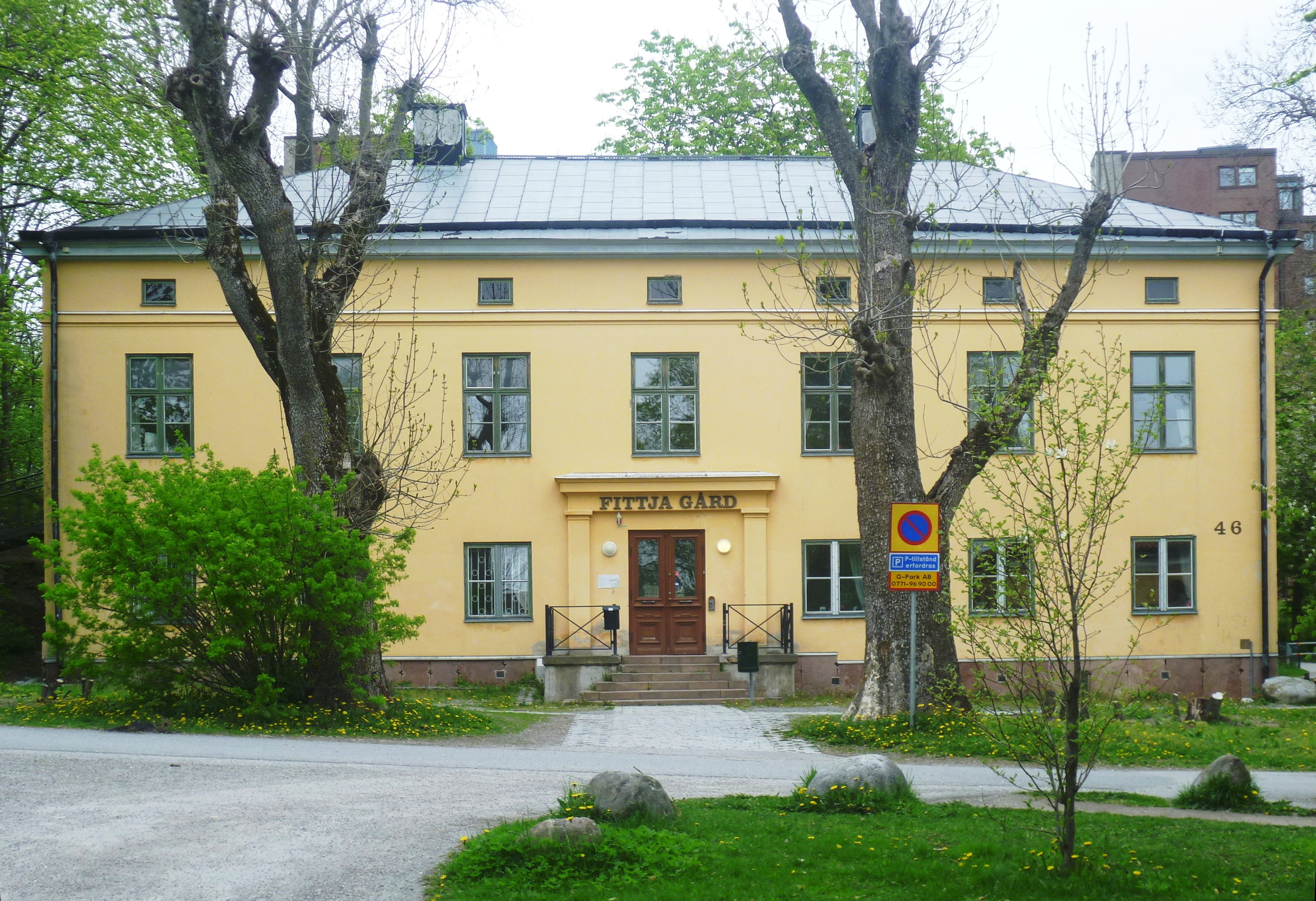
Fittja gård 2012

Fittja est une ville localisée dans la municipalité de Botkyrka possédant une gare du même nom. Elle a été fondée durant les années 1970 et est principalement constituée d'appartements en location. En 2008, 7 458 habitants ont été recensés ; 64,7 % d'entre eux sont d'origine autre que suédoise, et 25,1 % d'entre eux sont nés hors des frontières suédoises.

## Mosquée
Il existe une mosquée nommée La mosquée de Fittja fondée par une architecture de style turque en 1998 et achevée en 2007. La mosquée est dirigée par l'Association Islamique Turque locale, qui est constituée de 1 500 adeptes. Le minaret fait 32,5 mètres de hauteur, et est donc le plus haut minaret d'Europe. La mosquée située à Fier, en Albanie est bien plus grande avec 51 mètres de hauteur.